# ジャズ・フロム・ヘル
ジャズ・フロム・ヘル (Jazz from Hell) は、フランク・ザッパが1986年にバーキング・パンプキン・レコード（LP）およびライコディスク（CD）からリリースしたインストゥルメンタル・アルバムである。「セント・エティエンヌ」を除くすべての曲は、ザッパによるシンクラヴィアDMSの演奏である。1988年のグラミー賞の最優秀ロック・インストゥルメンタル賞を受賞した。

## 概要
ヨーロッパにおける最初のCDリリースでは、このアルバムは『ミーツ・ザ・マザーズ・オブ・プリヴェンション』の9曲と合わせて1枚のディスクに収録され、表ジャケットを『ジャズ・フロム・ヘル』、裏ジャケットを『ミーツ・ザ・マザーズ・オブ・プリヴェンション』として発売された。
「ホワイル・ユー・ワー・アートII」はアルバム『黙ってギターを弾いてくれ』に収録されていたザッパの即興ギター・ソロ「あなたの外出中に」 ("While You Were Out") を、シンクラヴィア演奏用に編曲したものである。シンクラヴィアによる未発表のオリジナル演奏はFM音源のみを用いたものだが、本作に収録されたのは新しいサンプルを使用したザッパによる「デラックス」アレンジである。
「ナイト・スクール」の題名は、おそらくザッパが企画してABCに売り込んだものの実現しなかった深夜番組にちなんでつけられたものである。この曲のためのミュージック・ビデオも制作された。
全曲インストゥルメンタルのアルバムであるにもかかわらず、メイヤー・ミュージック・マーケットはこのアルバムを発売するにあたって、全米レコード協会（RIAA）による成人指定の警告文「Parental Advisory - Explicit Content」（保護者への勧告：過激な歌詞が含まれています）シールを貼付した。

## 収録曲
作曲はいずれもフランク・ザッパによる。
1. ナイト・スクール ("Night School") - 4:47
2. ザ・ベルトウェイ・バンディッツ ("The Beltway Bandits") - 3:25
3. ホワイル・ユー・ワー・アートII ("While You Were Art II") - 7:17
4. ジャズ・フロム・ヘル ("Jazz from Hell") - 2:58
5. G-スポット・トルネイド ("G-Spot Tornado") - 3:17
6. ダンプ・アンクルズ ("Damp Ankles") - 3:45
7. セント・エティエンヌ[5] ("St. Etienne") - 6:26
8. マッサージオ・ガローア ("Massaggio Galore") - 2:31

## 参加メンバー
- フランク・ザッパ - リードギター、シンクラヴィア
- スティーヴ・ヴァイ - リズムギター（#7のみ、以下同）
- レイ・ホワイト - リズムギター
- トミー・マーズ - キーボード
- ボビー・マーティン - キーボード
- フレドリク・トーレセン
- エド・マン - パーカッション
- スコット・チュニス - ベース
- チャド・ワッカーマン - ドラム

### 製作
- ボブ・ライス - コンピューター・アシスタント
- ボブ・ストーン - エンジニア
- グレッグ・ゴーマン - ジャケット写真